# كريستوفر ماكنالي
كريستوفر ماكنالي هو سياسي أمريكي، ولد في 25 أغسطس 1960 في بيتسبرغ في الولايات المتحدة. نشط حزبياً في الحزب الديمقراطي. وقد انتخب عضو مجلس نواب بنسيلفانيا ‏.